# Rebel-'Rouser
"Rebel-'Rouser" é um rock instrumental de Duane Eddy, escrito por ele e Lee Hazlewood. A música foi feita com a gravadora Jamie Records, e foi lançada 1958.

## Pessoal
- Duane Eddy, guitarra elétrica.
- Buddy Wheeler, baixo elétrico "clique"
- Jimmy Simmons, baixo acústico
- Bob Taylor, bateria
- Al Casey, piano
- Donnie Owens, Corki Casey O’Dell, guitarras rítmicas
- Gil Bernal, saxofone
- The Sharps, vocais de fundo, gritos rebeldes, palmas
- Lester Sill, Lee Hazlewood, produtores
- Jack Miller, engenheiro de gravação (estúdio Audio Recorders, Phoenix, Arizona)

## Na cultura popular
- Apresentado no filme de 1993 The Sandlot .
- Apresentado no filme Forrest Gump de 1994 e na trilha sonora do filme.
- Ouvido no videogame Mafia II de 2010.
- Aparece no videogame Far Cry 5 de 2018.